# Chrysogénie
Dans la mythologie grecque, Chrysogénie ou Chrysogénéia (en grec ancien Χρυσογένεια) est une des filles du dieu fleuve Pénée.

## Étymologie
Chrysogénie, en grec ancien Χρυσογένεια, est composé de χρυσο ́ ς / khrusos qui signifie or et de -γένεια / -géneia qui signifie qui engendre. 

## Famille
Chrysogénie est la fille du dieu fleuve Pénée avec une compagne inconnue, ce qui fait d'elle une nymphe.
Par son union avec le roi des dieux Zeus, elle devient la mère de Thissaeus